# 苏村五虎庙正殿
苏村五虎庙正殿位于中国山西省运城市夏县瑶峰镇苏村，是一处山西省文物保护单位。
2021年8月4日，苏村五虎庙正殿公布为第六批山西省文物保护单位，古建筑类，年代为明，编号6-262。	